# Храм Святого Владимира (Ульяновск)
Храм Свято́го Равноапо́стольного Вели́кого Кня́зя Влади́мира (Свято-Владимирский храм) — православный храм в Ульяновске, расположенный на Верхней Террасе, ул. Волжская, д. 50А.

## История
В 1990 году на улице Волжской Заволжского района был заложен храмовый комплекс имени равноапостольных княгини Ольги, князя Владимира, святого праведного Иоанна Кронштадтского.
Храм Владимира равноапостольного на Верхней Террасе, по проекту архитектора Беляева Анатолия Александровича, был построен в 1991 году, освящён епископом Симбирским и Мелекесским Проклом (Хазовым).
На приходе было образовано братство Иоанна Кронштадтского, главной задачей которого было завершение строительства храмового комплекса. Мастера занялись иконописанием, изготовлением иконостасов, резьбой по дереву, шелкографией, полиграфией. При комплексе была открыта воскресная школа для взрослых, создан мужской хор. Позже решением архиерея братство святого Иоанна Кронштадтского было упразднено.
В 2011 году в храмах князя Владимира и княгини Ольги замироточили пять икон.
В 2014 году по благословению митрополита Симбирского и Новоспасского Феофана (Ашурков) настоятелем храма князя Владимира был назначен игумен Игнатий (Григорьев). Одновременно Владыка благословил основать на территории храмового комплекса мужской монастырь. Но в июле 2015 года митрополит Феофан был назначен митрополитом Казанским и Татарстанским и основать обитель не получилось.
7 октября 2020 года указом митрополита Симбирского и Новоспасского Лонгина (Корчагин), храм во имя святого равноапостольного великого князя Владимира г. Ульяновска с комплексом зданий, преобразован во Владимирское подворье в г. Ульяновске Михаило-Архангельского монастыря с. Комаровка.
28 декабря 2023 года Владимирское подворье г. Ульяновска женского монастыря Архангела Михаила с. Комаровка преобразовано в Архиерейское подворье храма святого равноапостольного великого князя Владимира.
В июле 2024 года на стене колокольни храма в честь равноапостольного великого князя Владимира на территории Архиерейского подворья была  установлена мемориальная доска в честь генерала Белой армии Владимира Каппеля. На церемонии открытия доски панихиду о воинах 1-го Волжского армейского корпуса отслужил настоятель храма протоиерей Святослав Еренков.

## Галерея

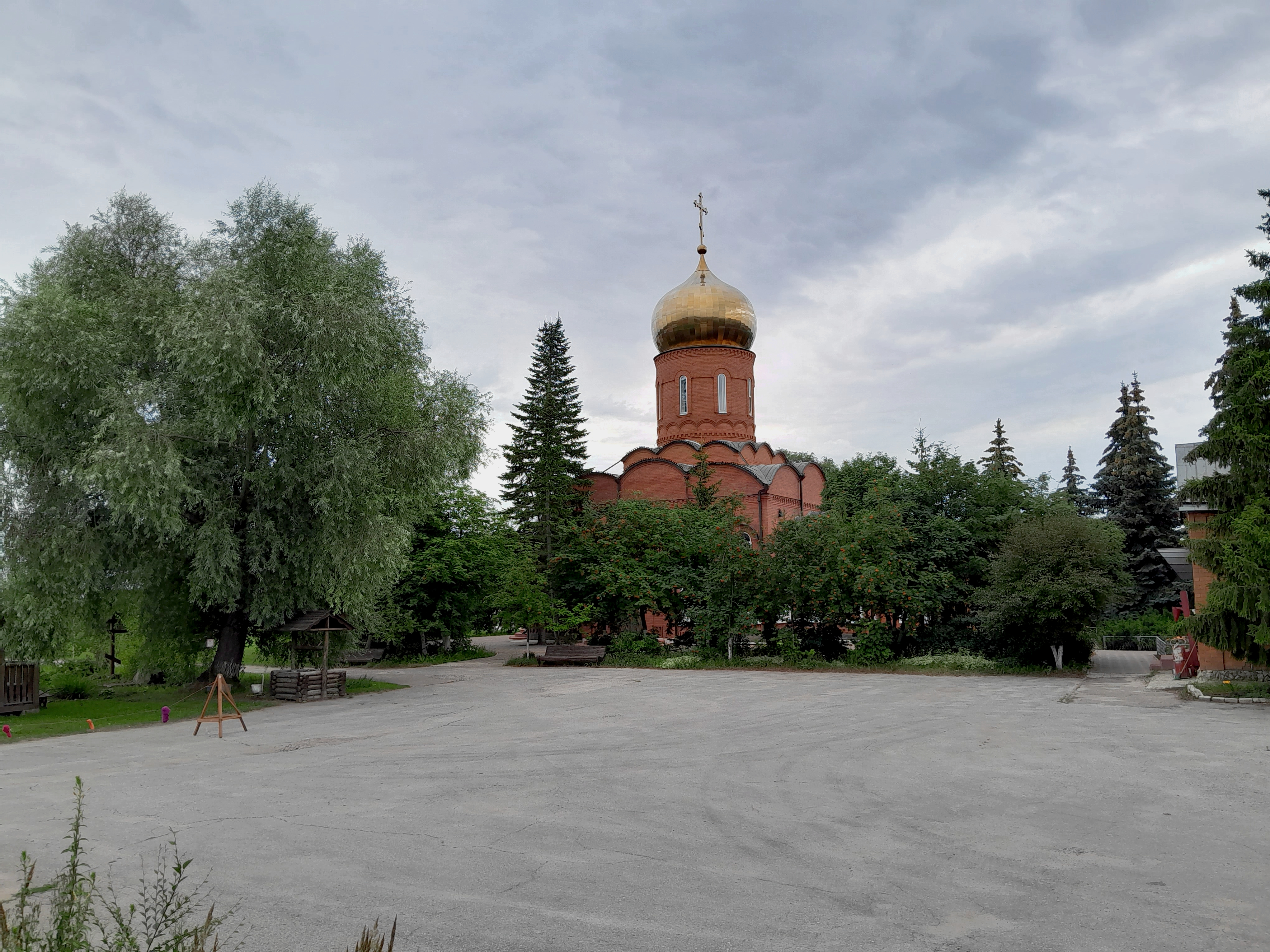
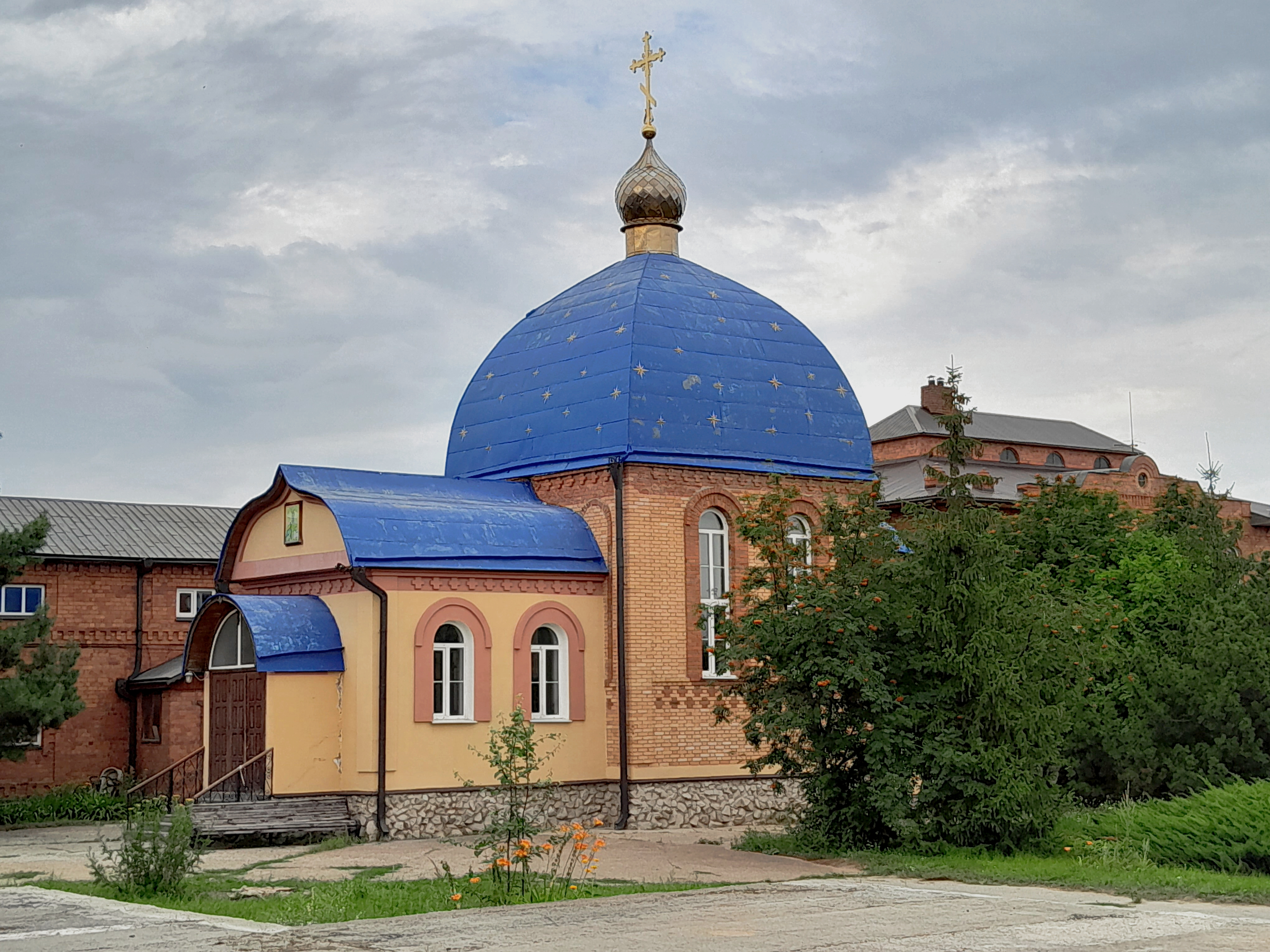
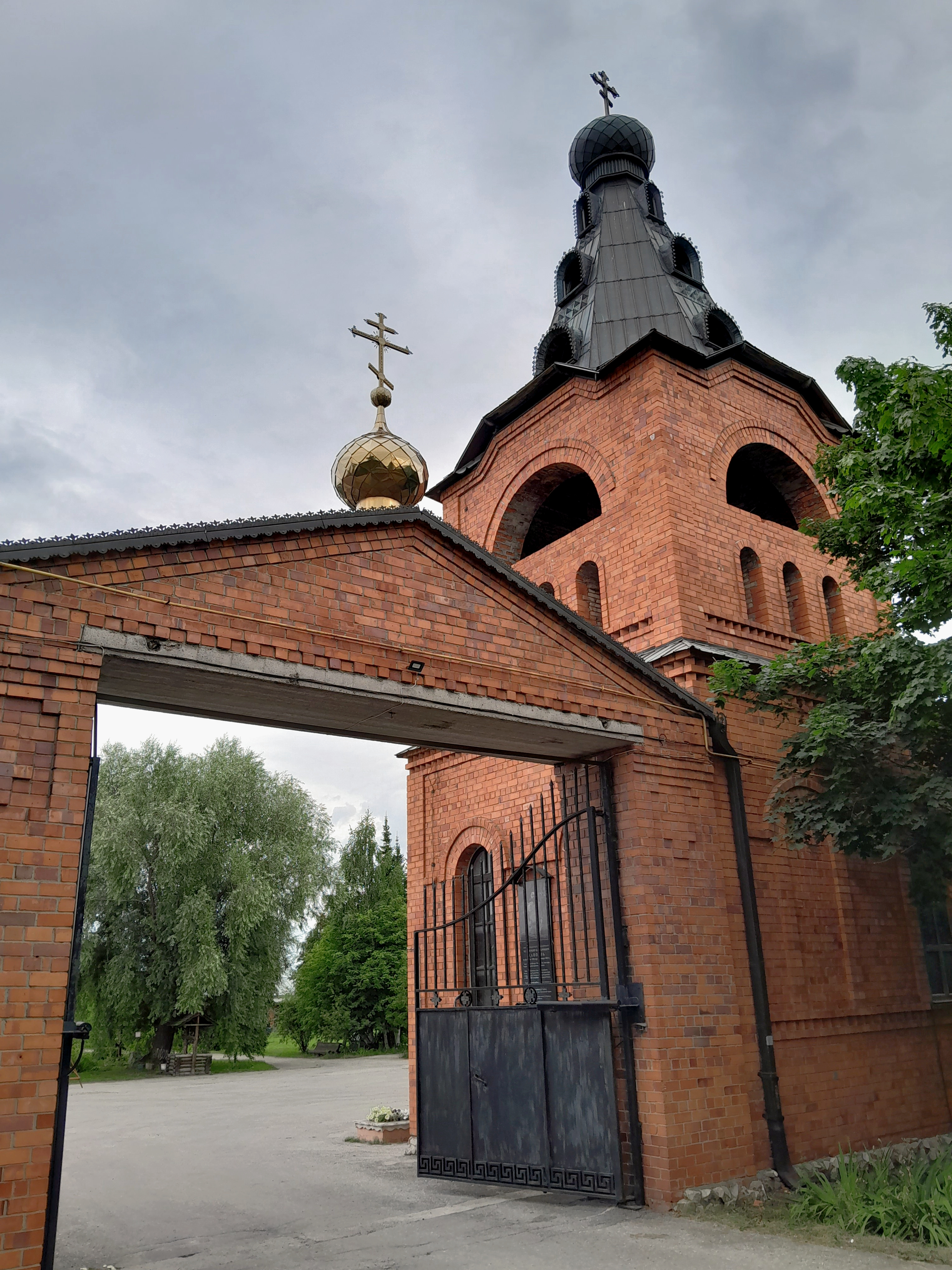
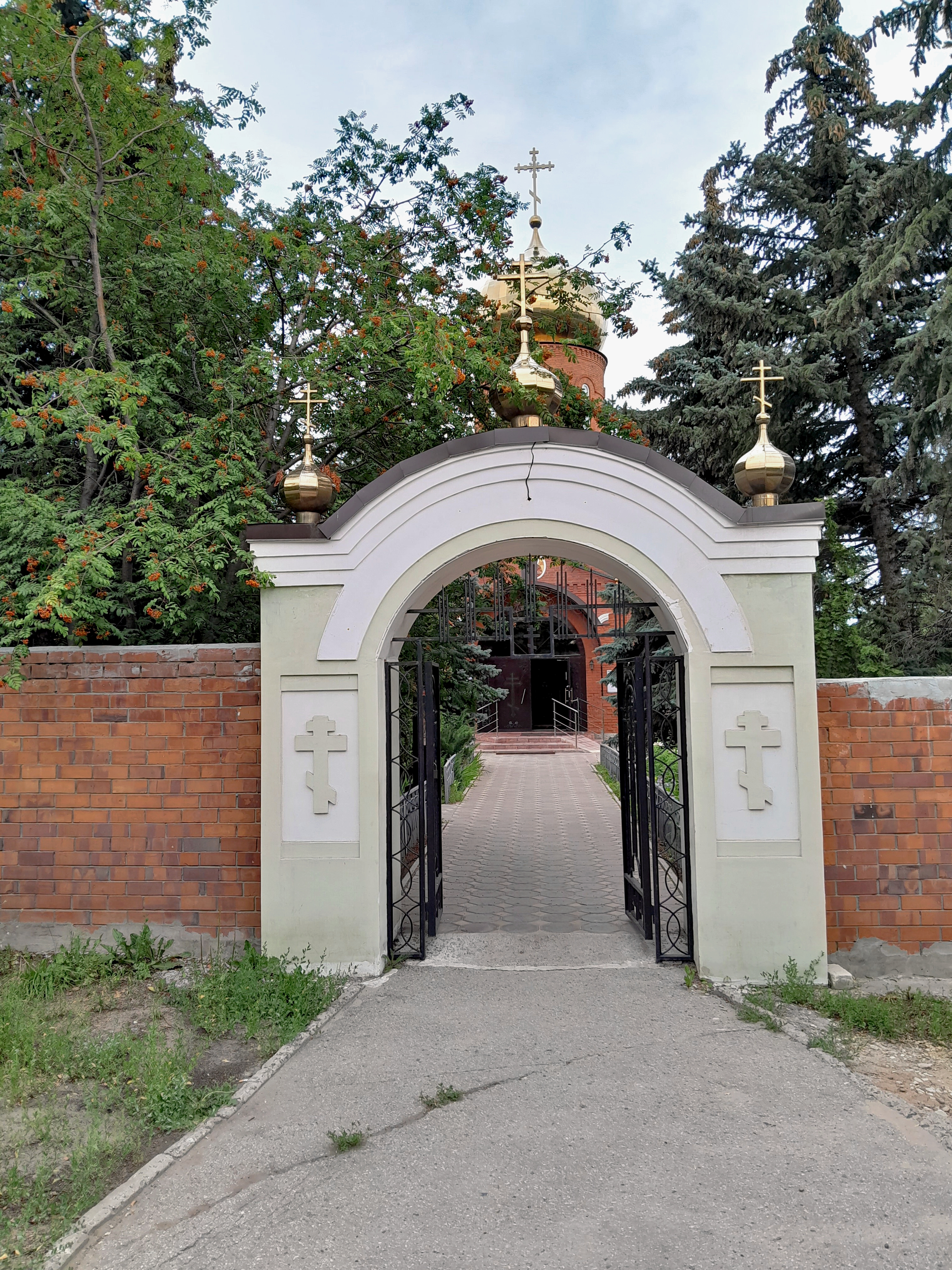
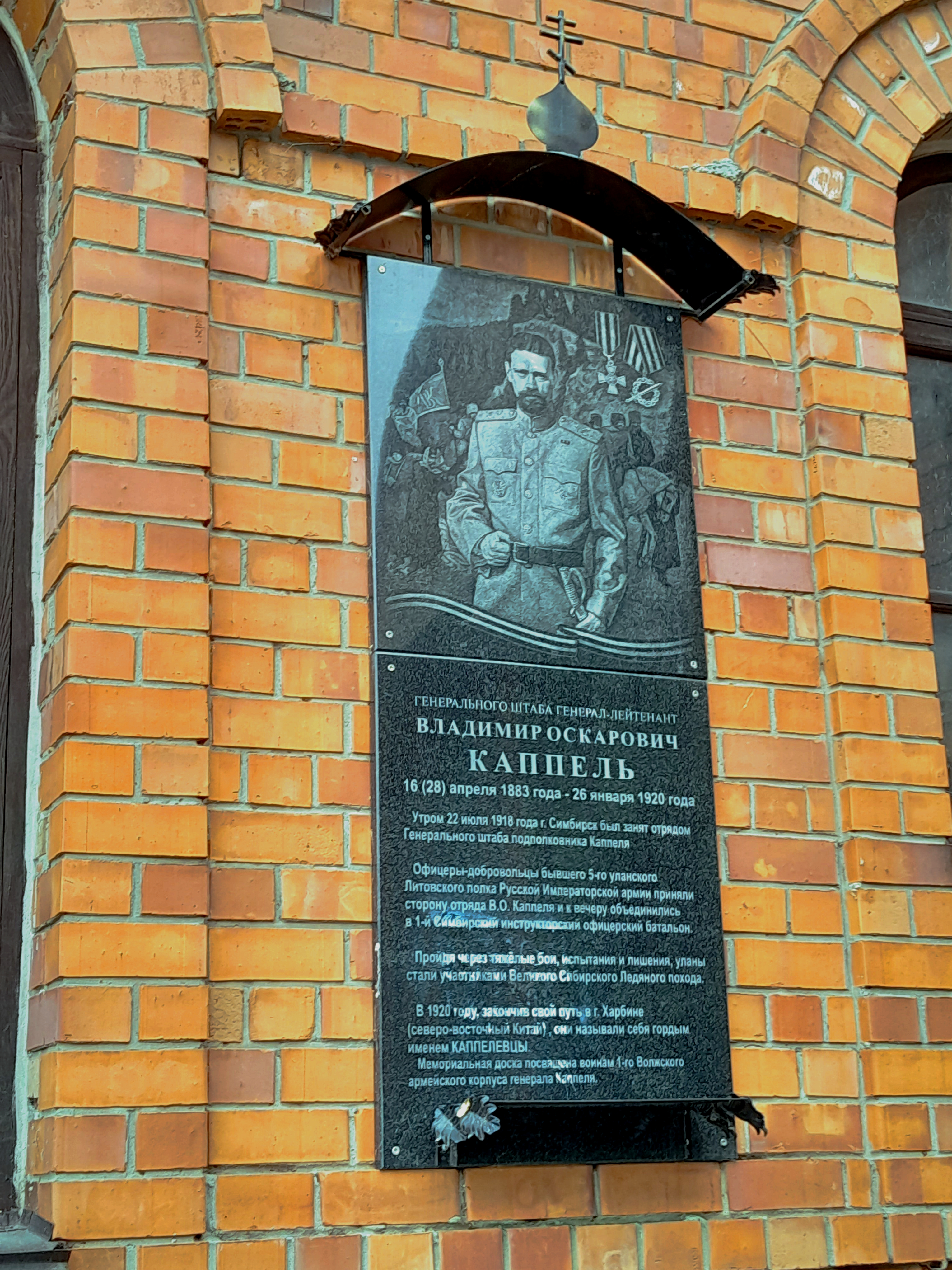
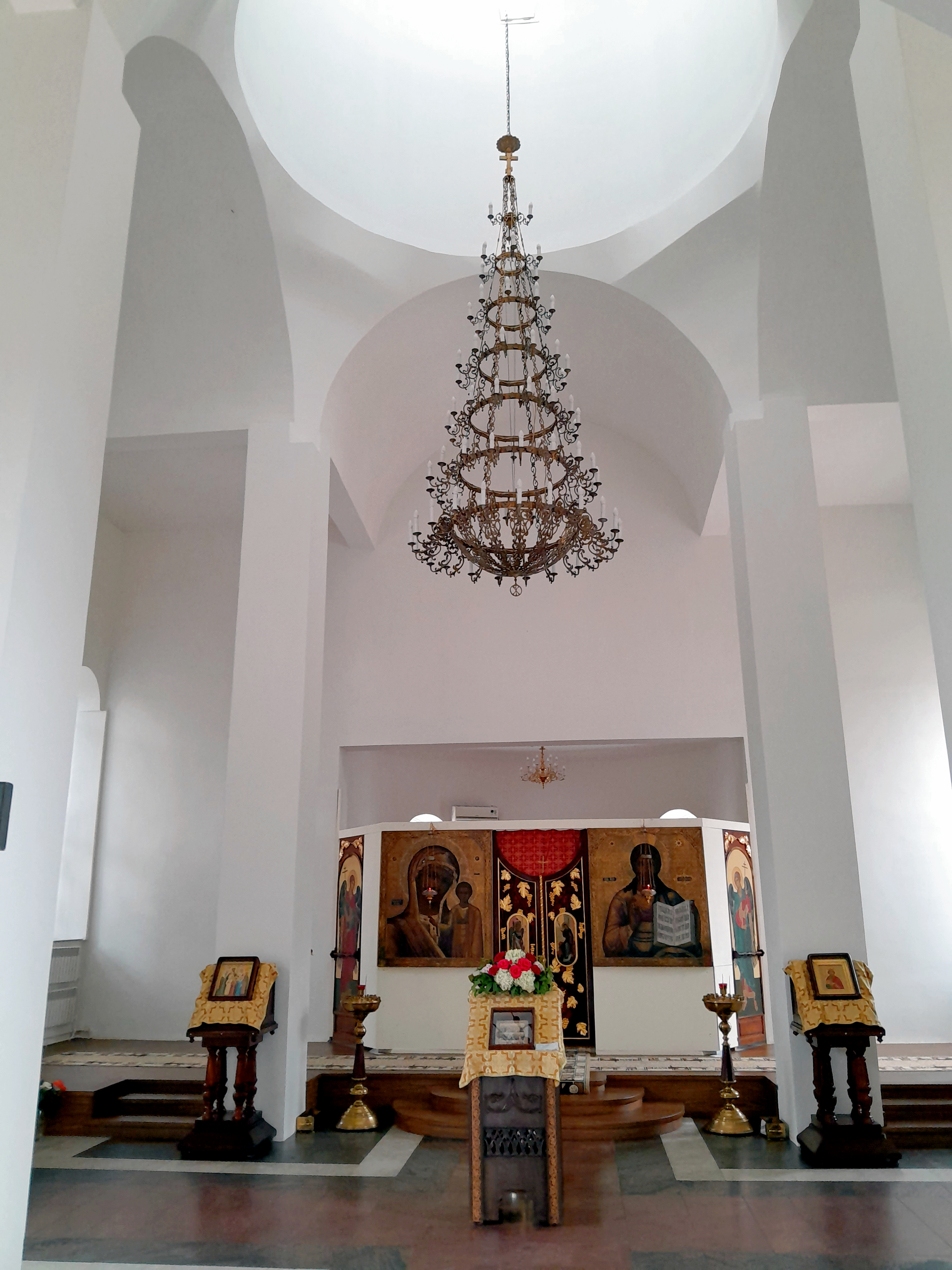
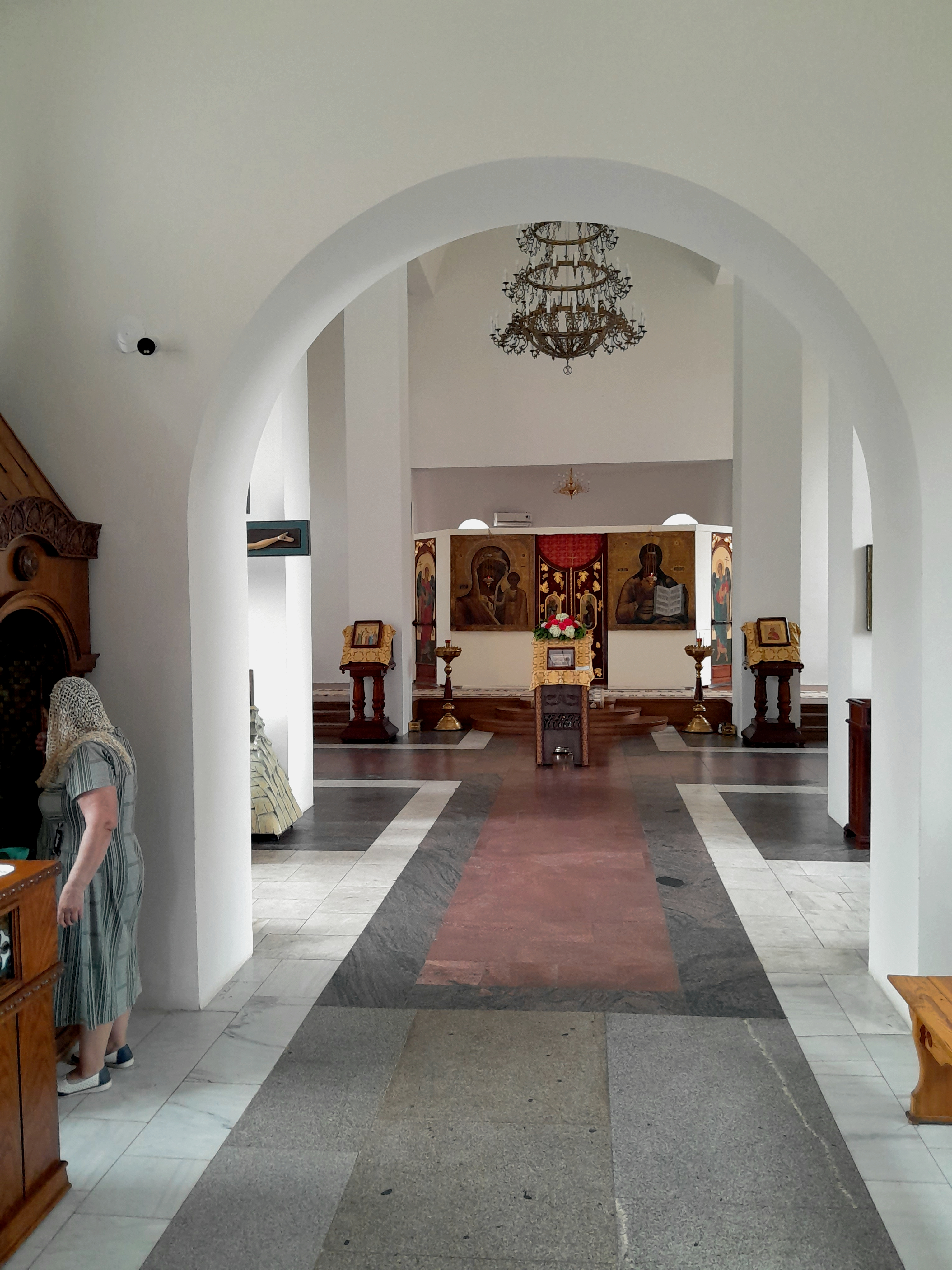
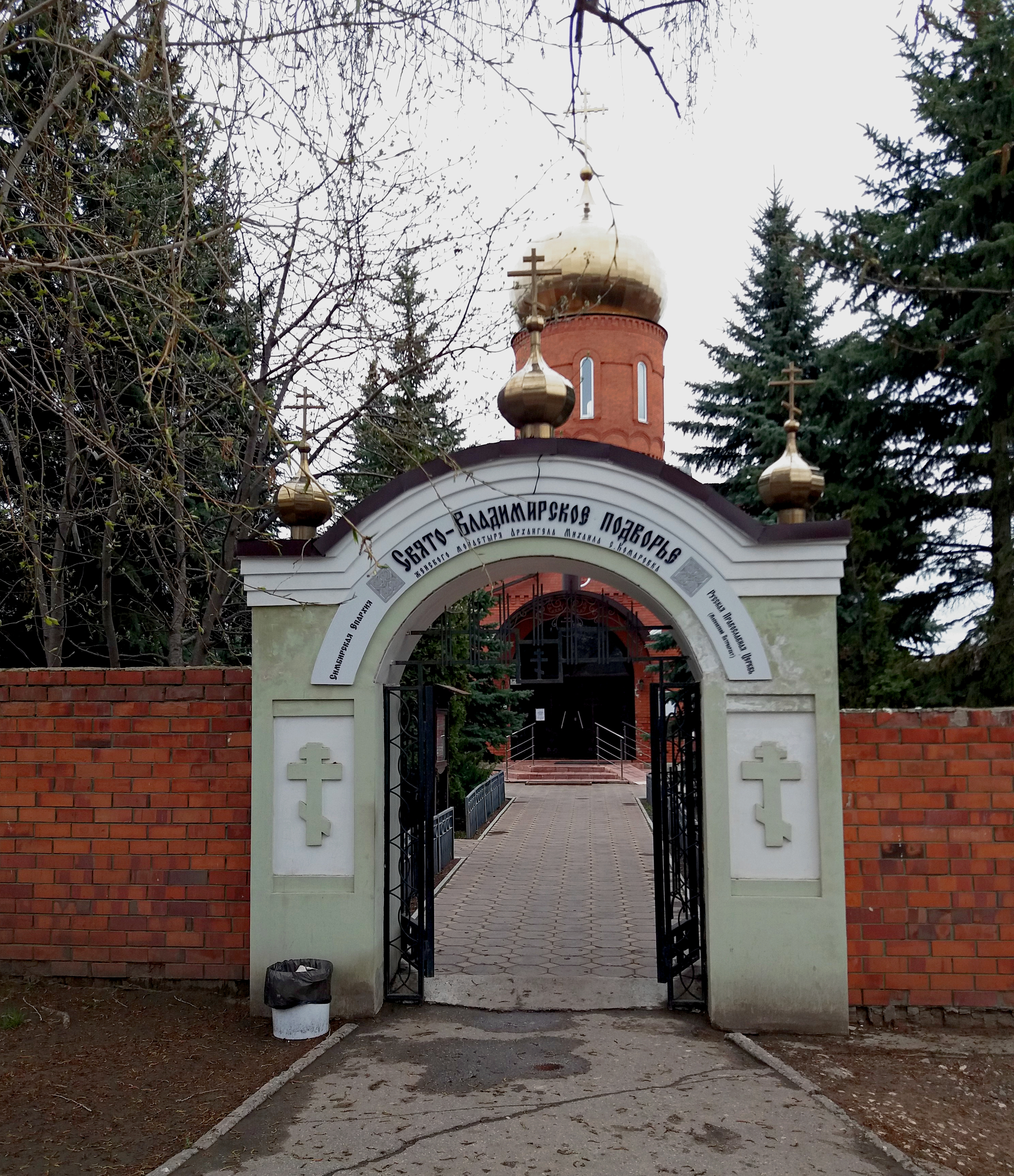
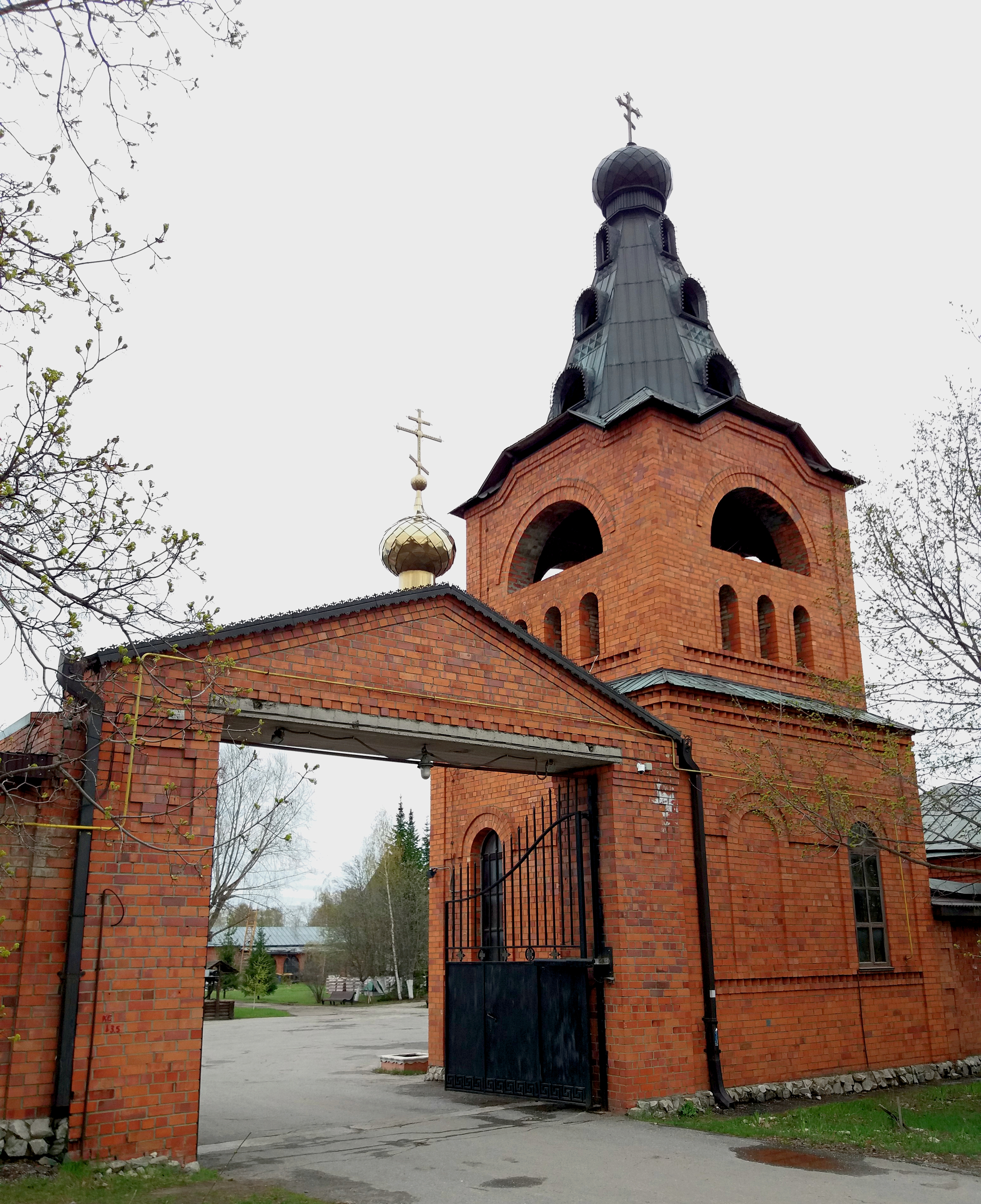
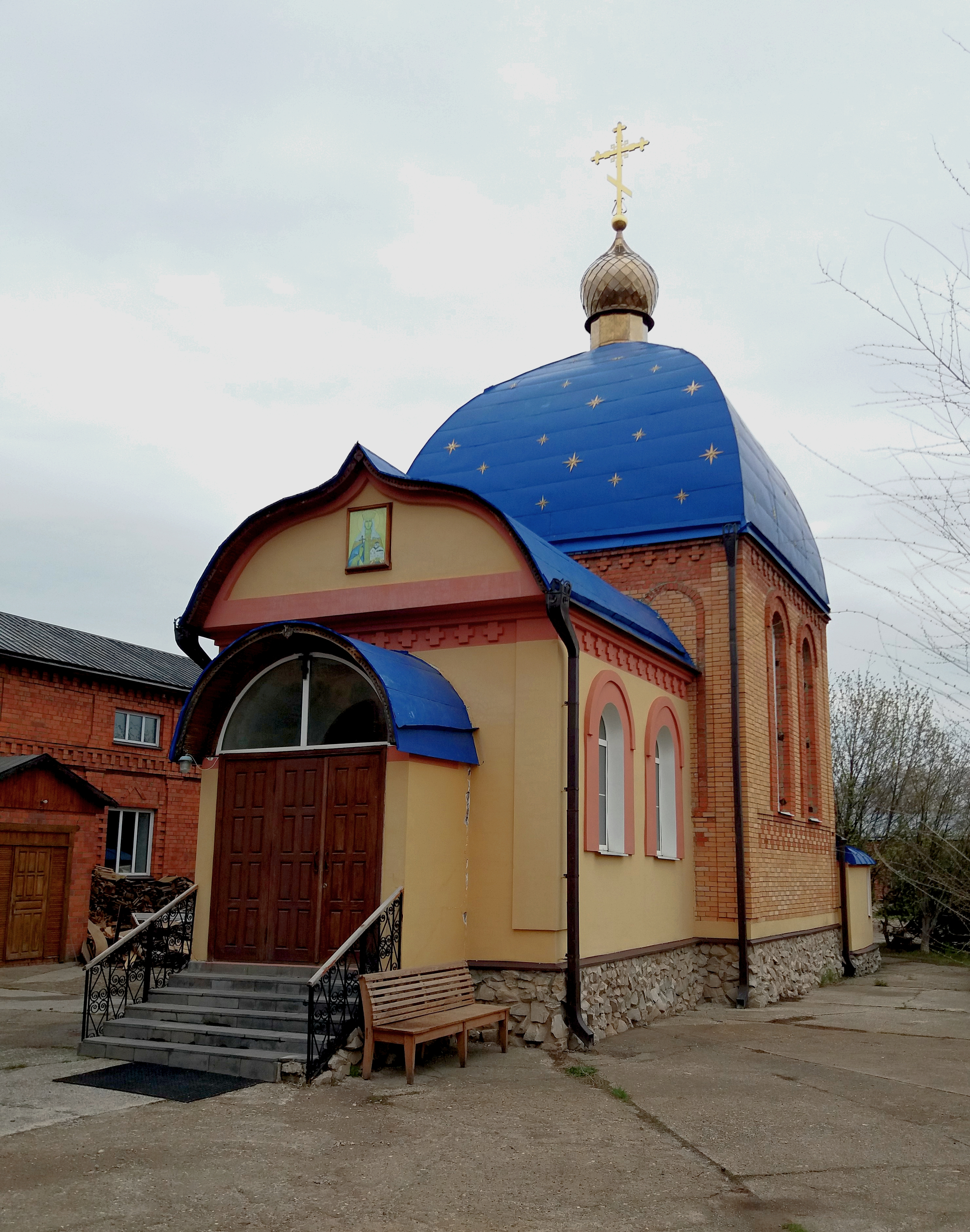
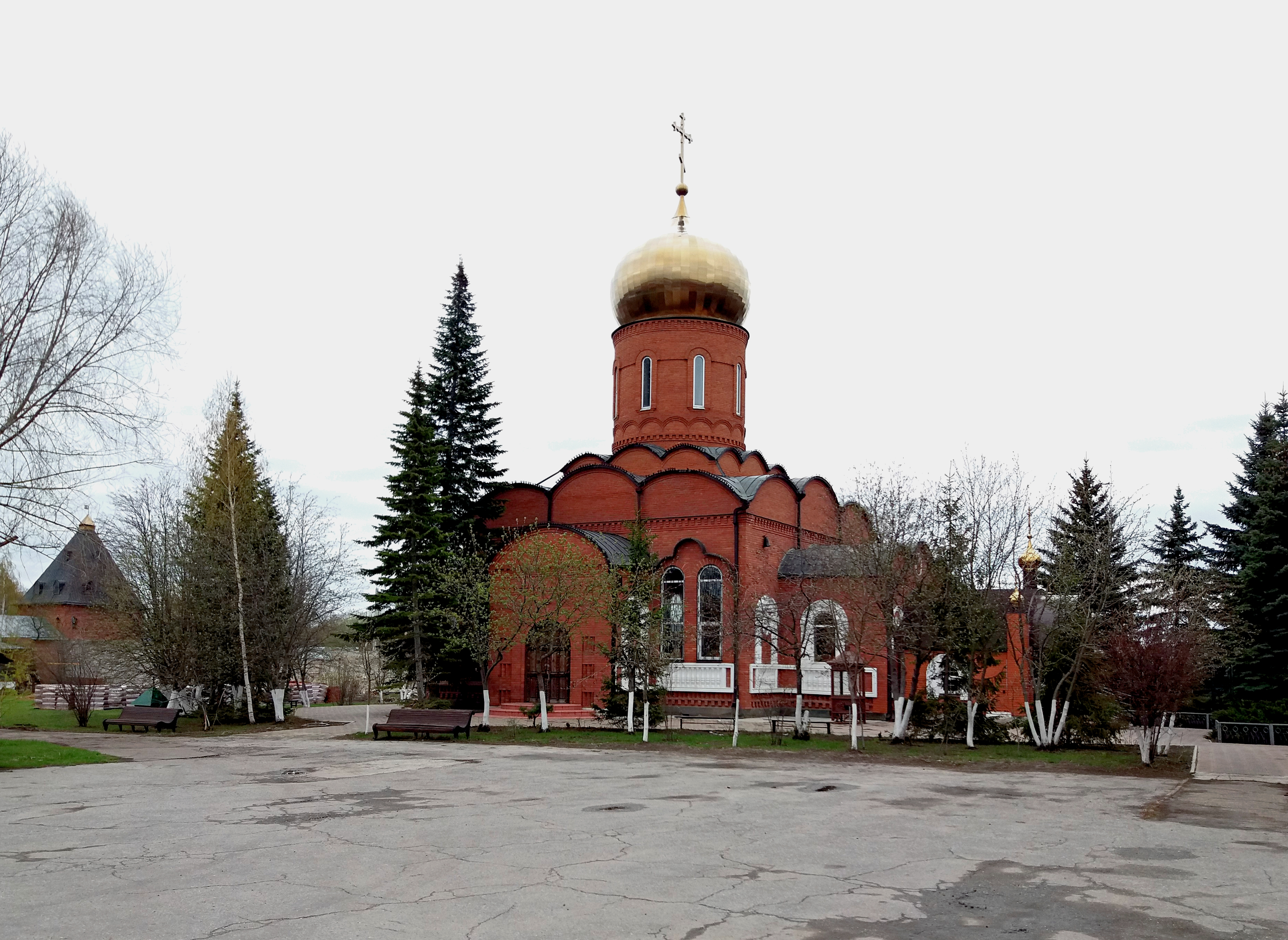
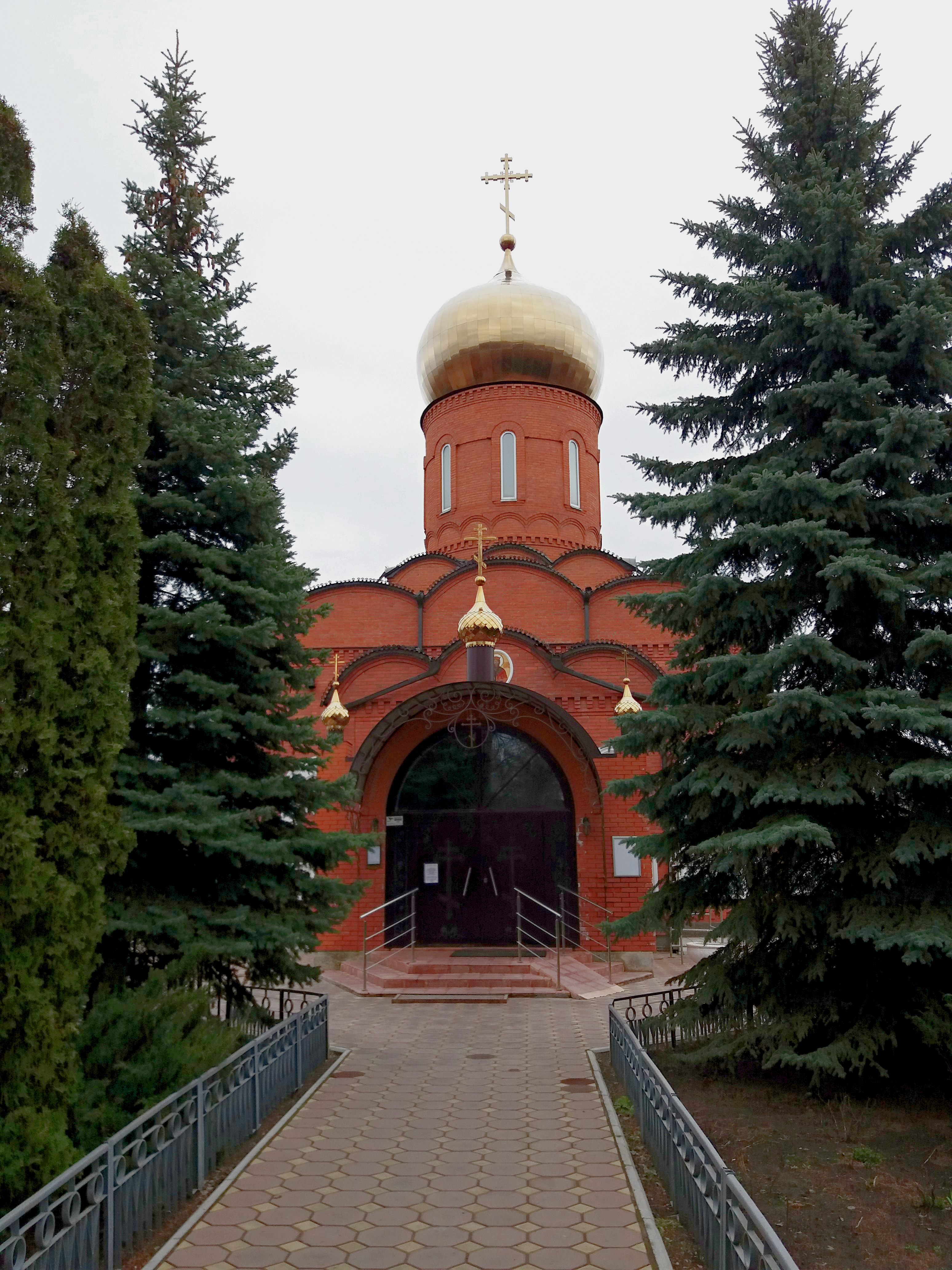
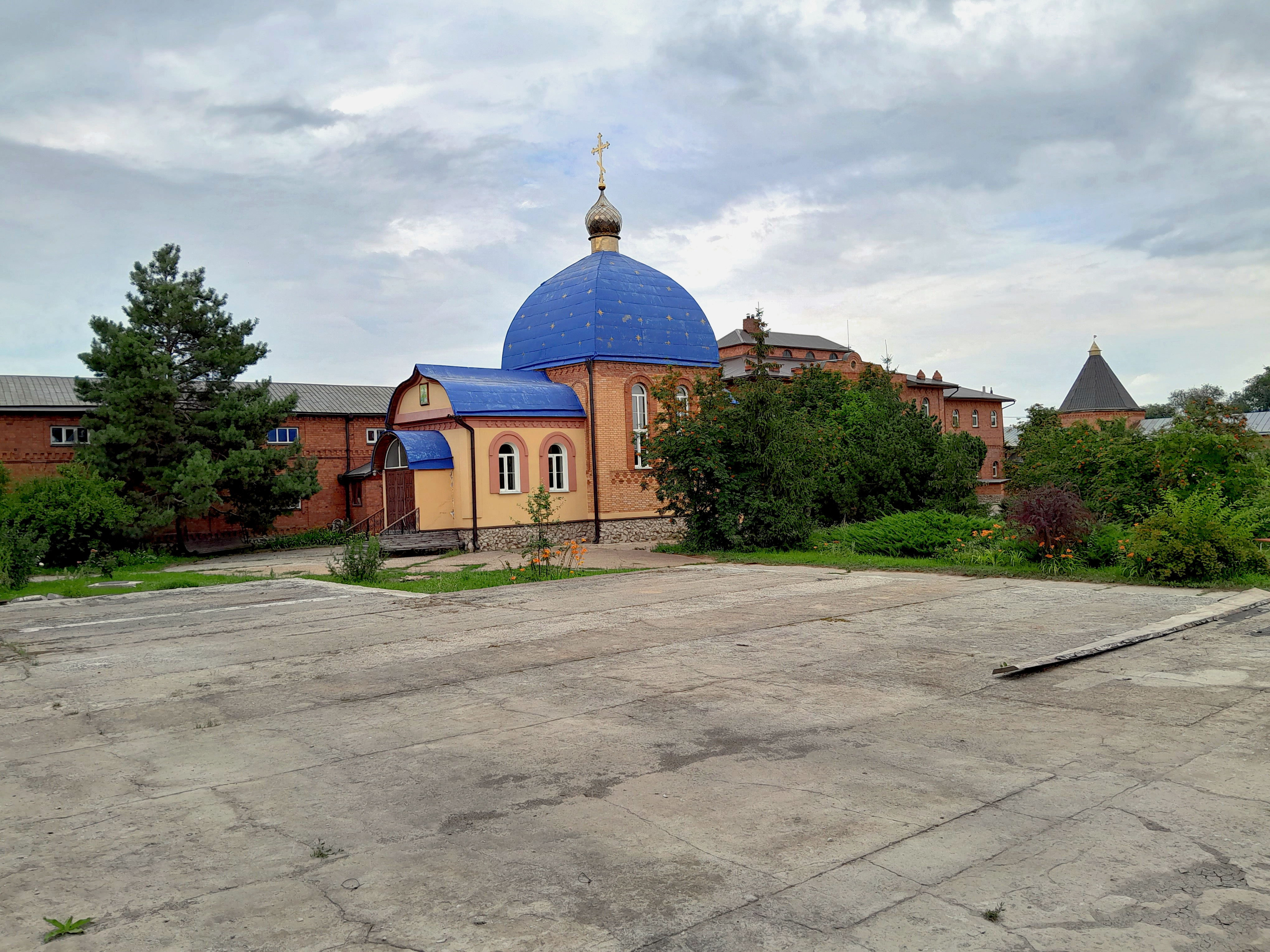
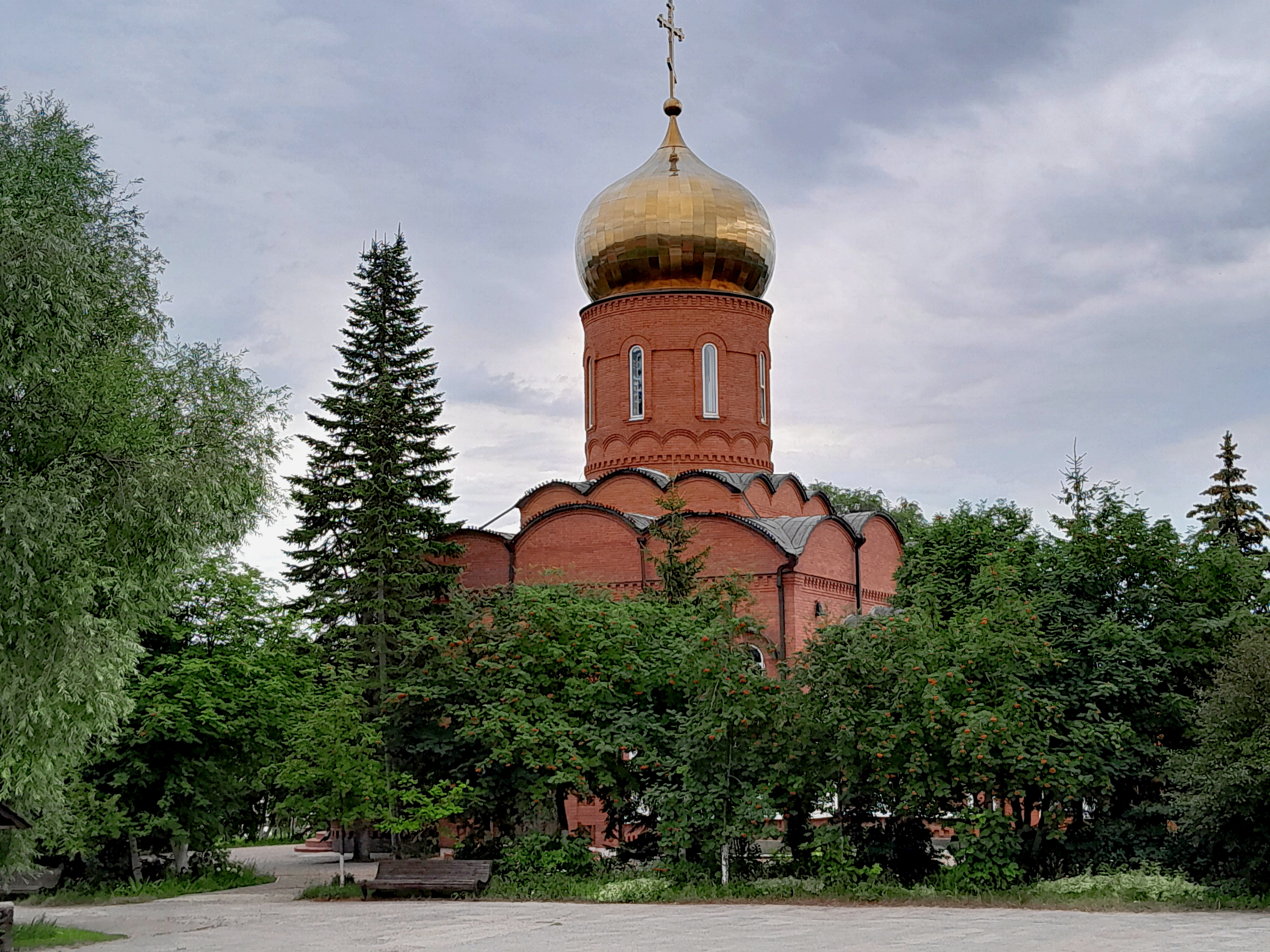
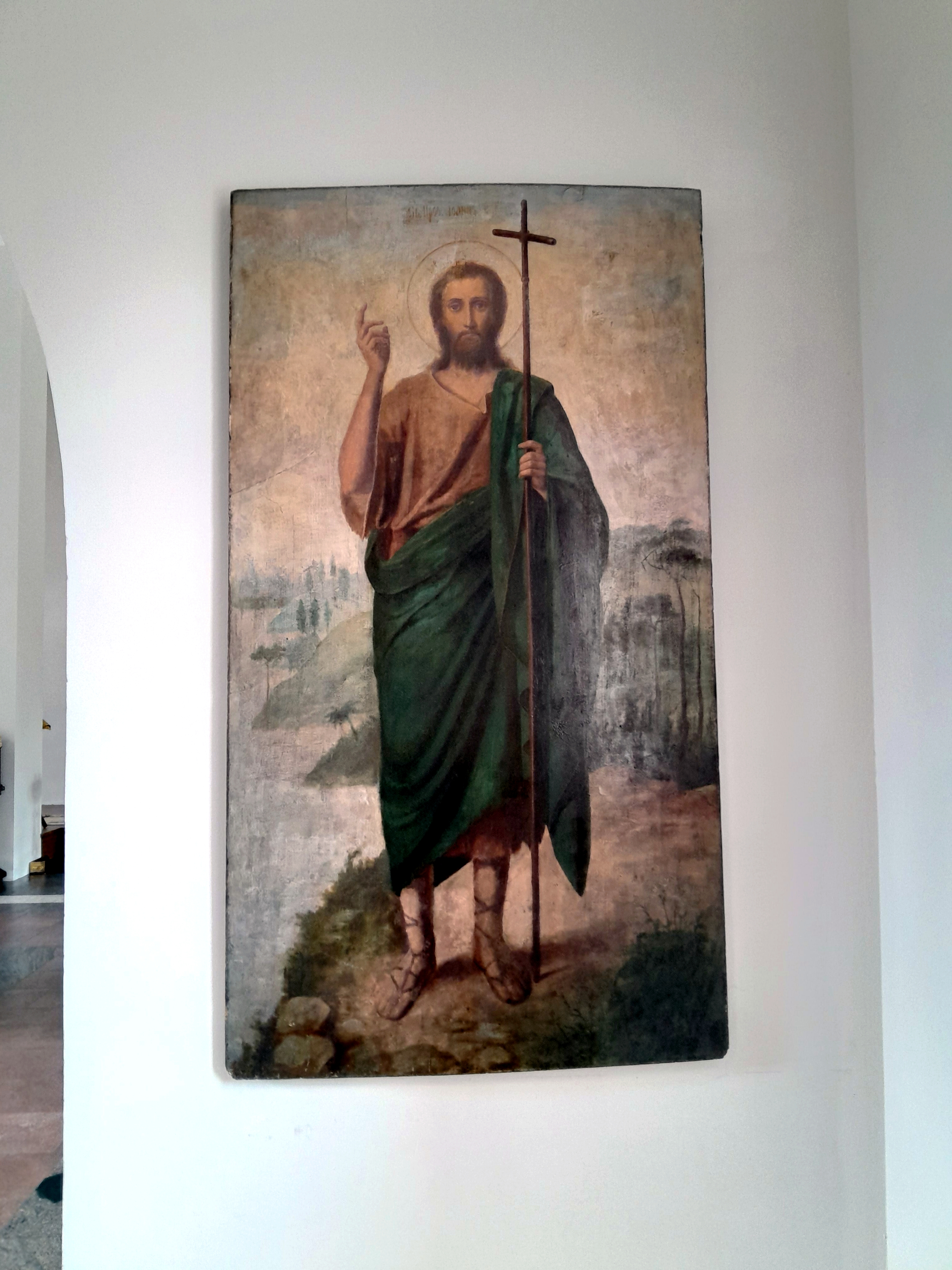
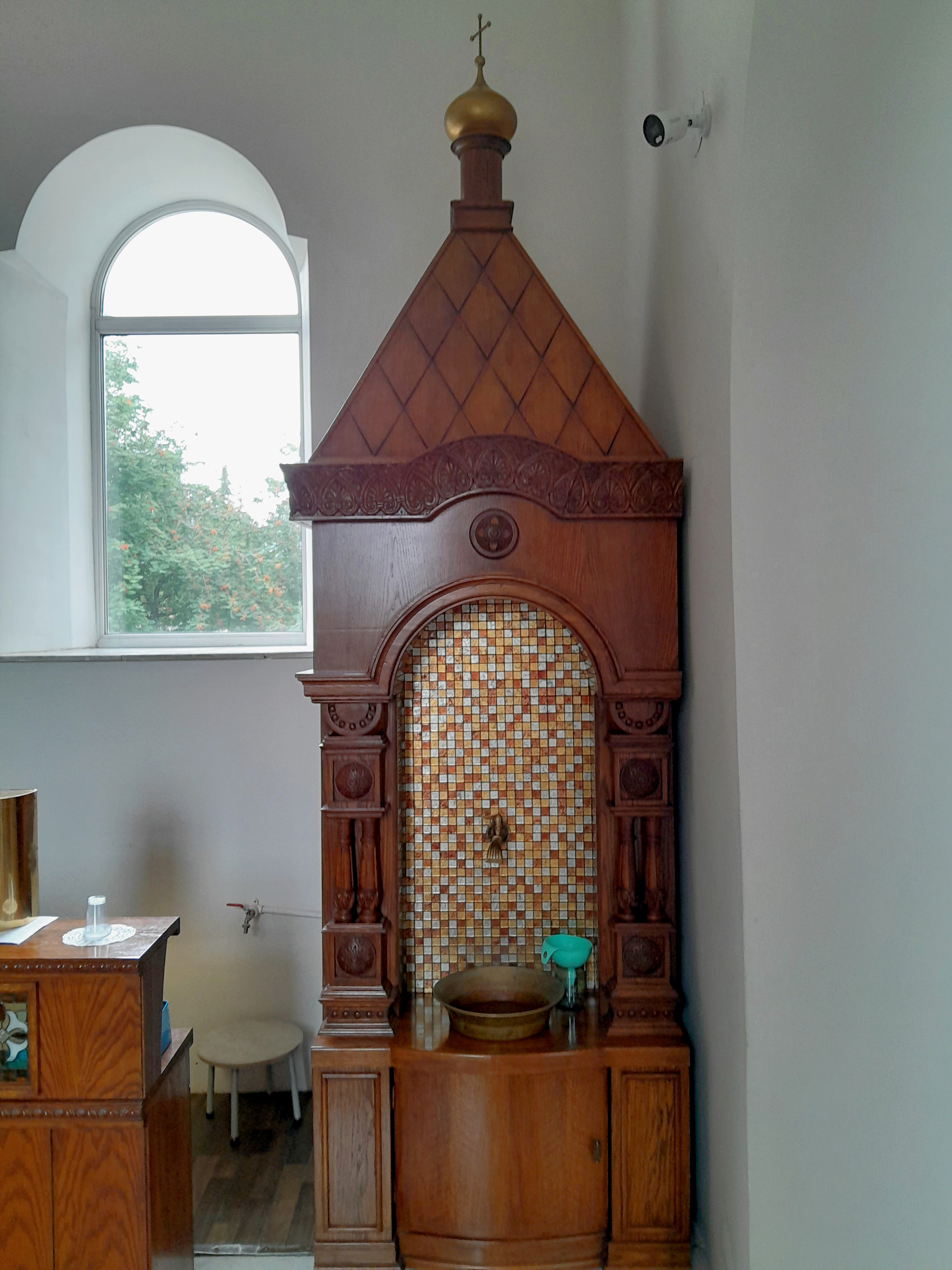
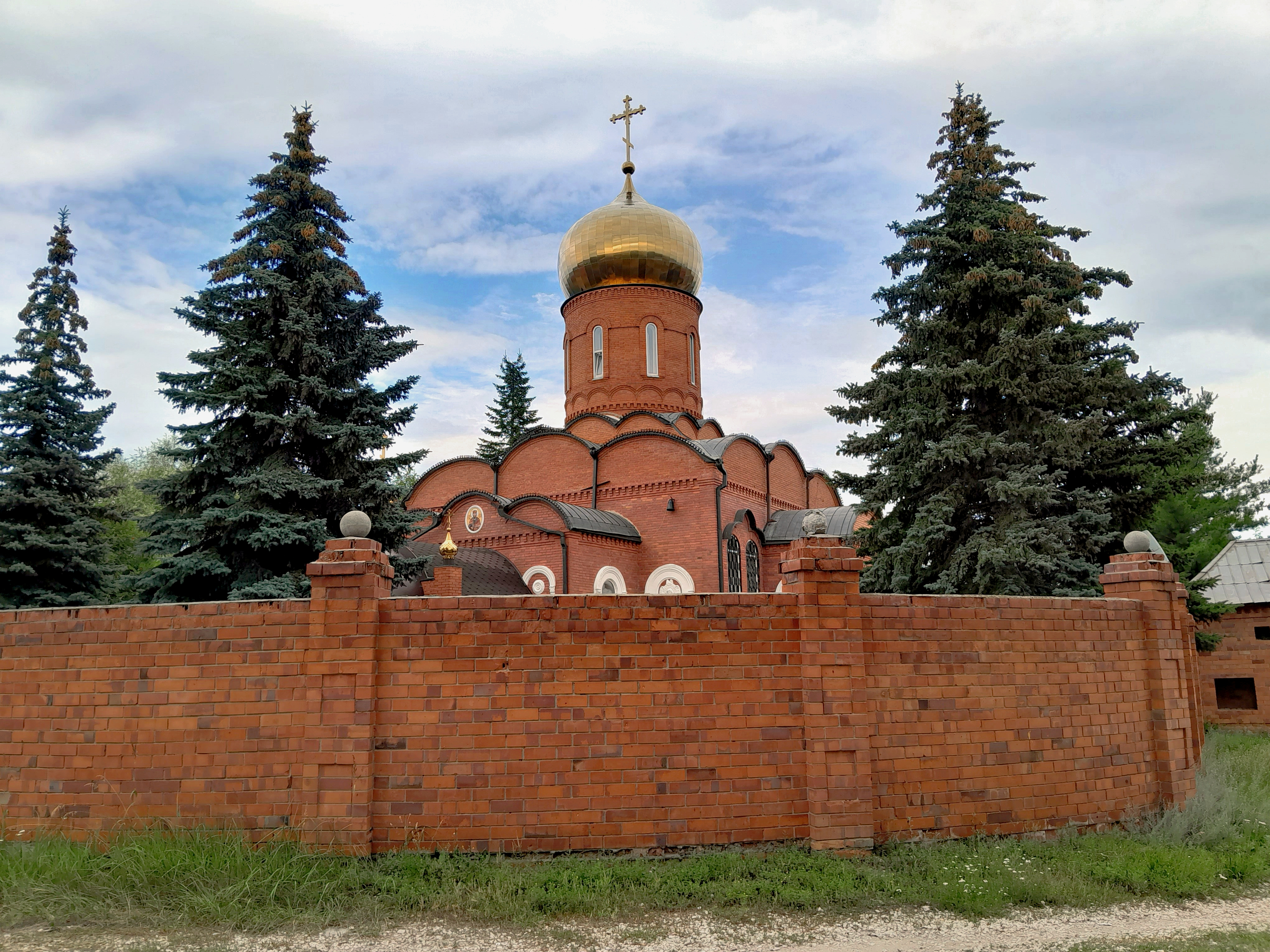

## Святыни
Мощевик с частицами мощей святых: свт. Арсения Суздальского, свт. Афанасия Ковровского, прп. Зосимы Соловецкого, прп. Амвросия Оптинского, прп. Льва Оптинского, прп. Моисея Оптинского, прп. Анатолия Оптинского, прп. Илиодора Глинского, прп. Архиппа Глинского, прп. Иннокентия Глинского, прп. Иоанникия Глинского, прп. Макария Глинского, прп. Феодота Глинского, прп. Филарета Глинского, прп. Марфы Дивеевской, прп. Александры Дивеевской, блж. Параскевы Дивеевской и частицы Мамврийского дуба.

## Духовенство
- настоятель протоиерей Владимир Алексеев (с 1990)[7];
- настоятель Князь-Владимирского храма с 2014 по 2015 — игумен Игнатий (Григорьев)[8];
- протоиерей Святослав Еренков (с 2023)[9];